# Oppiella nova
Oppiella nova är en kvalsterart som först beskrevs av Oudemans 1902.  Oppiella nova ingår i släktet Oppiella och familjen Oppiidae. Inga underarter finns listade i Catalogue of Life.